# Свентицкий, Николай Николаевич
Николай Николаевич Свентицкий (род. 4 ноября 1956, Тбилиси) — грузинский театральный и общественный деятель, директор Тбилисского государственного русского драматического театра им. А. С. Грибоедова, президент Международного культурно-просветительского союза «Русский клуб», Председатель правления Ассоциации деятелей русских театров зарубежья(2017 г.). Заслуженный артист Российской Федерации (2016), Заслуженный деятель искусств Российской Федерации (2009).

## Биография
Родился в семье служащих. Окончил Куйбышевский институт культуры по специальности «режиссёр театра и массовых представлений», Высшие режиссёрские курсы в Санкт-Петербурге.
С 1979 года работает в Тбилисском государственном русском драматическом театре имени А. С. Грибоедова. С 1989 года - директор-распорядитель театра, С 2005 года - генеральный директор. Член Театрального общества Грузии.
Основатель и директор Центра российской культуры в Грузии (1992—2003). С 2003 года по нынешнее время — основатель и президент Международного культурно-просветительского Союза «Русский клуб». Руководитель издания ежемесячного общественно-художественного журнала «Русский клуб».
Член президиума Международного Совета российских соотечественников (МСРС). Один из учредителей Международной Федерации русскоязычных писателей (МФРП) в Грузии. С 2007 года по нынешнее время — руководитель, соорганизатор и координатор ежегодного Международного русско-грузинского поэтического фестиваля.
За годы деятельности Н. Н. Свентицкий организовал и реализовал более 150 культурных проектов, целью которых было углубление и улучшение отношений между Россией и Грузией, сближение народов двух стран, укрепление позиций русской культуры и русского языка в Грузии, создание позитивного образа России — творческие вечера известных деятелей культуры (Е.Евтушенко, О.Басилашвили, А.Фрейндлих, К.Лавров, С.Юрский, Н.Караченцов, А.Калягин, Б.Гребенщиков, Ю.Шевчук, В.Шендерович, А.Макаревич и многих других); изданные книги поэзии и прозы для взрослых и детей, художественные альбомы, диски, календари; литературно-музыкальные вечера, посвященные знаменательным историческим датам и юбилеям выдающихся деятелей русской культуры; спектакли, поставленные Тбилисским русским драматическим театром имени Грибоедова при содействии «Русского клуба»; разнообразные экскурсии по памятным местам Грузии; научно-популярные конференции и творческие конкурсы… Под руководством Свентицкого прошли «Дни Санкт-Петербурга» в Тбилиси и «Дни культуры Грузии» в Санкт-Петербурге.

## Награды

### Государственные награды и звания
- Орден Дружбы (10 августа 2006 года, Россия) — за большой вклад в развитие и укрепление российско-грузинских культурных связей[1].
- Медаль «В память 300-летия Санкт-Петербурга» (2003).
- Заслуженный артист Российской Федерации (29 января 2016 года) — за большой вклад в укрепление дружбы и сотрудничества с Российской Федерацией, развитие торгово-экономических и научных связей, сохранение и популяризацию русского языка и культуры за рубежом[2].
- Заслуженный деятель искусств Российской Федерации (13 октября 2009 года) — за большой вклад в развитие русской культуры и искусства, укрепление российско-грузинских культурных связей[3].
- Благодарность Министра культуры и массовых коммуникаций Российской Федерации (28 октября 2005 года) — за  заслуги в области развития и сохранения русской культуры и искусства, значительный вклад в укрепление российско-грузинских связей и в связи с 160-летием Тбилисского государственного академического русского драматического театра им. А.С. Грибоедова[4].
- Благодарность Мэра Москвы (19 октября 2007 года) — за большой вклад в развитие связей с исторической Родиной, пропаганду российских культурных и духовных ценностей[5].
- Обладатель высшей награды Министерства культуры Грузии "Жрец искусства"(2016 г.)
- Поёетный профессор Национальной Академии им. Давида Агмашенебели(2019 г.)
- Нагрудный знак МИД России «За вклад в международное сотрудничество» (2021)
- Орден Русской Православной Церкви благоверного князя Даниила Московского III степени (2021)

### Награды общественных организаций
- «Русская премия» (2012) — Специальный приз «За вклад в развитие и сбережение традиций русской культуры за пределами Российской Федерации» — за многолетнюю культурно-просветительскую деятельность, углубление двухсторонних культурных связей между Грузией и Россией, организацию и проведение ежегодного русско-грузинского поэтического фестиваля.
- «Золотой знак СТД России» (2021)